# Jeûne fédéral
Pour les articles homonymes, voir Jeûne (homonymie).
Le Jeûne fédéral est une fête religieuse annuelle suisse (c'est le nom officiel pour les réformés ; le nom est Fête fédérale d'action de grâce pour les catholiques) célébrée le troisième dimanche de septembre en Suisse, à l'exception du canton de Genève.

## Histoire
Les journées de prière et de pénitence du christianisme tirent leur origine de la Bible. 
Au Moyen Âge, ces journées sont ordonnées par les autorités en certaines circonstances. Les raisons qui motivaient de telles célébrations étaient fort diverses : guerres ou menaces de conflits, maladies et épidémies, cataclysmes naturels, perspectives d'avenir très sombres, etc. Les exercices pénitentiels étaient souvent accompagnés de processions et de pèlerinages.
C'est au XVIe siècle dans les cantons protestants que la pratique du jeûne est mise en avant officiellement. C'est en 1639 à la suite de la guerre de Trente Ans qu'un jeûne annuel est mis en place.
En 1832, le Jeûne fédéral a été décrété « jour d’action de grâces, de pénitence et de prière pour toute la Confédération suisse » par la Diète fédérale, sur proposition du canton d'Argovie[pourquoi ?].
Le Jeûne fédéral est fixé au troisième dimanche de septembre. Le canton de Genève continue d'observer sa propre date de jeûne, le jeudi qui suit le premier dimanche de septembre (il est appelé Jeûne genevois). La tradition veut que la tarte aux pruneaux soit le seul élément du repas de midi.
En Suisse romande, seuls les cantons de Vaud, de Neuchâtel et une partie du Jura bernois ont un jour de congé le lundi suivant cette occasion.
Les jours de jeûne et de pénitence ordonnés par les autorités en certaines circonstances remontent au Moyen Âge tardif. En 1619, à l’issue du synode de Dordrecht, les cantons protestants décident, pour la première fois, une journée de jeûne en commun.
En 1639, la Diète protestante décrète l’introduction d’un jour de jeûne annuel. La Diète catholique en fait de même en 1643.
Le premier Jeûne fédéral est célébré dans toute la Suisse le 8 septembre 1796. Cette journée subsiste sous la République helvétique, sous l’Acte de Médiation et sous la Restauration.
Le Jeûne fédéral institué en 1832 jouera un rôle important dans le nouvel État fédéral né en 1848 en permettant de consolider la paix religieuse et sociale.

## Lundi du Jeûne
En Suisse romande, le lundi suivant le dimanche du jeûne est un jour férié dans le canton de Vaud, Neuchâtel et dans une partie du Jura bernois.

## Initiative populaire
À la fin du XXe siècle, plusieurs initiatives populaires, restées sans succès, ont réclamé l’interdiction du trafic motorisé le jour du Jeûne fédéral.